# Sweden: the Middle Way
Sweden: the Middle Way (en: Sverige: medelvägen) är en facklitterär bok skriven av den amerikanske journalisten Marquis Childs, och utgiven 1936. Han hade studerat den politik som förts i Sverige av Sveriges socialdemokratiska arbetareparti. Boken blev en internationell framgång.
Han såg Sverige som ett "mittemellan-alternativ" till två andra samtida ekonomiska system, USA med starkare marknadsekonomi och planekonomi i Sovjetunionen.
I 12 kapitel behandlar Childs den kooperativa rörelsen, som han förefaller mycket imponerad av, det allmänna bostadsbyggandet och trenderna att förse framför allt arbetarklassen med billiga bostäder, industrialiseringen, statligt ägda företag, Brattsystemet, det vill säga den motboksstyrda alkoholransoneringen, förhållandet mellan socialdemokrati, kungamakt och storföretagsamhet, hur Sverige hämtade sig från depressionen, och även ett kapitel om Danmarks jordbrukspolitik. Boken avslutas med ett kapitel om möjliga framtida förändringar, där Childs framhåller att det finns en motvilja mot totalitära system: "Opposition to the totalitarian state, whether it be Fascist or Communist, is widely expressed", men ändå inte kan utesluta att Sverige, tillsammans med resten av Nordeuropa, går under i det annalkande kriget.
Boktiteln har gjort att begreppet medelvägen eller ibland gyllene medelvägen blivit vanligt då man talar om den ekonomiska politiken i Sverige under tiden från 1930-talet och fram till 1970-talet.

### Fotnoter
1. ↑  Henrik Berggren (12 augusti 2010). ”Den kluvne väljaren”. Dagens nyheter. http://www.dn.se/ledare/kolumner/den-kluvne-valjaren/. Läst 2 november 2016.